# Briarres-sur-Essonne
Briarres-sur-Essonne és un municipi francès, situat al departament del Loiret i a la regió de Centre – Vall del Loira. L'any 2007 tenia 580 habitants.

## Demografia

### Població
El 2007 la població de fet de Briarres-sur-Essonne era de 580 persones. Hi havia 224 famílies, de les quals 52 eren unipersonals (16 homes vivint sols i 36 dones vivint soles), 60 parelles sense fills, 100 parelles amb fills i 12 famílies monoparentals amb fills.
La població ha evolucionat segons el següent gràfic:
Habitants censats

### Habitatges
El 2007 hi havia 265 habitatges, 222 eren l'habitatge principal de la família, 28 eren segones residències i 14 estaven desocupats. 257 eren cases i 8 eren apartaments. Dels 222 habitatges principals, 207 estaven ocupats pels seus propietaris, 12 estaven llogats i ocupats pels llogaters i 3 estaven cedits a títol gratuït; 11 tenien dues cambres, 36 en tenien tres, 72 en tenien quatre i 103 en tenien cinc o més. 172 habitatges disposaven pel capbaix d'una plaça de pàrquing. A 81 habitatges hi havia un automòbil i a 128 n'hi havia dos o més.

### Piràmide de població
La piràmide de població per edats i sexe el 2009 era:
| Homes | Edats   | Dones |
| ----- | ------- | ----- |
| 0     | 95 o +  | 0     |
| 0     | 90 a 94 | 0     |
| 4     | 85 a 89 | 12    |
| 4     | 80 a 84 | 0     |
| 4     | 75 a 79 | 4     |
| 4     | 70 a 74 | 4     |
| 28    | 65 a 69 | 20    |
| 20    | 60 a 64 | 12    |
| 12    | 55 a 59 | 8     |
| 4     | 50 a 54 | 12    |
| 12    | 45 a 49 | 12    |
| 40    | 40 a 44 | 24    |
| 24    | 35 a 39 | 40    |
| 12    | 30 a 34 | 12    |
| 4     | 25 a 29 | 8     |
| 12    | 20 a 24 | 4     |
| 32    | 15 a 19 | 12    |
| 44    | 10 a 14 | 44    |
| 24    | 5 a 9   | 16    |
| 12    | 0 a 4   | 4     |

## Economia
El 2007 la població en edat de treballar era de 366 persones, 282 eren actives i 84 eren inactives. De les 282 persones actives 265 estaven ocupades (151 homes i 114 dones) i 17 estaven aturades (6 homes i 11 dones). De les 84 persones inactives 20 estaven jubilades, 34 estaven estudiant i 30 estaven classificades com a «altres inactius».

### Ingressos
El 2009 a Briarres-sur-Essonne hi havia 223 unitats fiscals que integraven 578 persones, la mediana anual d'ingressos fiscals per persona era de 19.199 €.

### Activitats econòmiques
Dels 16 establiments que hi havia el 2007, 1 era d'una empresa extractiva, 1 d'una empresa alimentària, 3 d'empreses de construcció, 4 d'empreses de comerç i reparació d'automòbils, 1 d'una empresa d'hostatgeria i restauració, 2 d'empreses d'informació i comunicació, 1 d'una empresa immobiliària, 1 d'una empresa de serveis i 2 d'entitats de l'administració pública.
Dels 4 establiments de servei als particulars que hi havia el 2009, 1 era un paleta, 1 electricista, 1 restaurant i 1 agència immobiliària.
Dels 2 establiments comercials que hi havia el 2009, 1 era un supermercat i 1 una botiga de menys de 120 m².
L'any 2000 a Briarres-sur-Essonne hi havia 5 explotacions agrícoles.

## Equipaments sanitaris i escolars
El 2009 hi havia una escola elemental integrada dins d'un grup escolar amb les comunes properes formant una escola dispersa.

## Poblacions més properes
El següent diagrama mostra les poblacions més properes.